# Кар’єр (Архангельська область)
Кар’єр (рос. Карьер) — селище в Вельському районі Архангельської області Російської Федерації.
Населення становить 33 особи. Входить до складу муніципального утворення Усть-Шоношське муніципальне утворення.

## Історія
Від 1937 року належить до Архангельської області.
Від 2004 року належить до муніципального утворення Усть-Шоношське муніципальне утворення.

## Населення
| 2002 | 2010 | 2012 | 2014 |
| ---- | ---- | ---- | ---- |
| 53   | ↘34  | ↘33  | →33  |